# Kevin Lebreton
Pour les articles homonymes, voir Lebreton.
Ne doit pas être confondu avec Kévin Lebreton.
Pas d'image ? Cliquez ici

a Compétitions nationales et continentales officielles uniquement.

Dernière mise à jour le 31 mars 2025.
Kevin Lebreton, né le 7 janvier 1995, est un joueur français de rugby à XV évoluant principalement au poste de troisième ligne aile au sein du club d'Oyonnax Rugby.

## Biographie

### Jeunesse et formation
Kevin Lebreton débute le rugby à XV à l'âge de six ans à Castelnaudary, d'où il est originaire, avant de rejoindre en 2005, à l'âge de dix ans, le Stade toulousain. En 2013, il rejoint le centre de formation du SC Albi.

### En club
Kevin Lebreton dispute son premier match avec l'équipe professionnelle du SC Albi en Pro D2 le 15 janvier 2016 en tant que titulaire au Stade Albert-Domec face à l'US Carcassonne,. Au final, il dispute trois matchs avec le groupe professionnel lors de la saison 2015-2016 de Pro D2.
À l'été 2016, il rejoint le Stade aurillacois, toujours en Pro D2. Lors de ses deux premières saisons dans le Cantal, il ne dispute que quatre matchs de Pro D2 avec l'équipe professionnelle, partageant alors son temps de jeu entre les postes de troisième ligne et de talonneur. Il voit en avril 2018 son contrat prolongé jusqu'en 2020. 
En avril 2020, après deux saisons complètes du côté d'Aurillac, il s'engage avec le Rouen Normandie Rugby, toujours en Pro D2,. Il s'y impose immédiatement comme un titulaire indiscutable, et comme l'un des meilleurs gratteurs du championnat,.
En juin 2021, alors qu'il lui reste un an de contrat, Kevin Lebreton active la clause libératoire de son contrat afin de rejoindre Oyonnax Rugby. Il devient très rapidement un joueur important au sein de l'effectif de sa nouvelle équipe, et continue de se montrer performant dans le domaine du grattage,. En décembre 2022, il prolonge son contrat avec Oyonnax jusqu'en 2025.
À la fin de la saison 2022-2023 de Pro D2, il est titulaire lors de la finale du championnat gagnée face au FC Grenoble rugby par les Oyonnaxiens, et remporte ainsi le championnat. Il découvre ainsi le Top 14 à l'âge de 28 ans. Malgré cette accession dans l'élite française et la difficile saison de son club, dernier et relégué, il continue de se montrer performant, terminant la saison meilleur gratteur du championnat et deuxième meilleur plaqueur.
En janvier 2025, il prolonge son contrat avec le club haut-bugiste jusqu'en 2028.

## Palmarès
- Vainqueur du Championnat de France de 2e division en 2023 avec Oyonnax Rugby.